# Försoningslära
Försoningslära är inom kristen teologi  hur Jesu Kristi död på korset lett till försoning mellan Gud och människor.

## Klassisk försoningslära
Hos de tidiga kyrkofäderna, som funderade mycket över kristologi och treenighetslära, finns ingen riktigt utvecklad försoningslära, och det är osäkert hur de skulle ha ställt sig till de sentida försoningslärorna. I den tidiga kyrkan beskrivs Jesu död framför allt som en seger över ondskan. Människan har sedan urminnes tider levt under djävulens, dödens och syndens förtryck, och genom att han frivilligt lät sig avrättas har Jesus slutligen besegrat dessa tre.
Den klassiska försoningsläran kallas också hos 1900-talsteologen Gustaf Aulén för den dramatiska försoningsläran, då den uttrycker Guds kamp emot det onda. Enligt Aulén var den klassiska försoningsläran också väl företrädd hos Martin Luther liksom hos Aulén själv. 

## Objektiv försoningslära
Den objektiva eller juridiska försoningsläran, bygger på att Guds känsla för rättfärdighet kräver att den som bryter mot hans regler får ett straff. Eftersom de syndande människorna aldrig klarar av att uppfylla Guds krav på rättfärdighet, förtjänar de att straffas, men eftersom Gud samtidigt älskar dem vill han inte utdöma straffet. Gud är således i konflikt mellan sin egen kompromisslösa rättfärdighet och stora kärlek. Lösningen på dilemmat blir enligt trinitarisk teologi att Gud själv blir människa i Jesus Kristus och tar på sig straffet (se vidare inkarnationen och Guds lamm). Antitrinitariska kristna menar att Gud sänder sin "enfödde son" (Joh. 3:16), som även är den utlovade Messias/Kristus och vår frälsare, att dö i människans ställe för att sedan uppstå och på så sätt visa dem att det finns ett evigt liv.
Namnet juridisk försoningslära kommer av denna juridiska straffsymbolik, och namnet objektiv försoningslära kommer av att Gud är objekt för försoningen, alltså att det är Gud som är vred och skall försonas.
Läran formulerades av Anselm av Canterbury på 1000-talet, men formuleringar som pekar åt samma håll finns också hos kyrkofäderna Tertullianus och Augustinus. Den blev det vanligaste förhållningssättet i västerlandet efter Anselm.
Framför allt kalvinistiska och lutherska kyrkor tenderar att använda en juridisk terminologi. Man menar att Jesus tog på sig ett straff som människorna förtjänade. Vissa andra riktningar tonade ner denna juridiska terminologi, och menar att Jesus genom sin död visade den yttersta lydnaden gentemot Gud i människornas ställe. 
Även Luther själv företräder den objektiva försoningsläran, han menar att det är typiskt hedendom att tro att Gud ”utan kostnad” (dvs. utan Kristi verk, Kristi ställföreträdande blidkande av Guds vrede) skulle vara människorna nådig.  Jämför även Luthers ord i Stora katekesens andra del, andra trosartikeln: "Ty då vi voro skapade och av Gud, vår Fader, hade mottagit allehanda gott, kom djävulen och bragte oss i olydnad, synd, död och allsköns olycka, så att vi kommo under Guds vrede och onåd och dömdes till evig död, såsom vi hade förskyllt och förtjänat." 
Att omfatta den objektiva försoningsläran står inte i motsättning till att även bruka den klassiska försoningslärans uttryck om att beskriva Jesu död som en seger över ondskan.

## Subjektiv försoningslära
Den subjektiva försoningsläran formulerades i opposition mot den objektiva av Pierre Abélard på 1100-talet. Namnet kommer sig av att Gud i den här läran inte är objekt i försoningen, utan subjekt, den som handlar och ser till att det blir försoning. I den här läran och enligt den trinitariska teologin blir inte Gud människa för att ta på sig ett straff, utan för att bevisa sin kärlek till människorna genom att göra sig sårbar, gå ner på deras nivå, och ta på sig den behandling de utsatte honom för. Det som hindrar människor från att närma sig Gud är inte att Gud är vred och vill straffa dem, utan människornas egen ovilja att ändra sig.
Subjektiv försoningslära har ingenting att göra med adjektivet subjektiv i betydelsen personlig, osaklig eller med filosofin subjektivism att göra, även om moderna uppslagsverk ibland gör den kopplingen.

## Försoningsläran efter reformationen
Martin Luther återknöt i samband med reformationen till den klassiska försoningsläran. Den senare reformatoriska återknöt dock till Anselm av Canterburys tankar. Anselms förhållningssätt är fortfarande det vanligaste i både katolsk, luthersk och kalvinistisk teologi. Försoningsläran har dock enligt NE aldrig fastslagits genom auktoritativa beslut vid kyrkomöten eller liknande instanser. Mot detta påstående står det faktum att försoningsläran i Konkordieboken tydligt är den objektiva, se citatet ovan i Stora katekesen. Jämför även Augsburgska bekännelsen, artikel 2 om arvsynden: "och att denna sjukdom eller arvsynd verkligen är synd, som medför fördömelse och bringar evig död även nu, åt dem, som icke födas på nytt genom dopet och den helige Ande." och artikel 3 om Guds Son: "för att han [Kristus] skulle försona Fadern med oss och vara ett offer icke allenast för arvskulden, utan även för alla människornas verksynder."  (Denna text bygger på den latinska texten. I den tyska texten till artikel 3 står det: "och försonade Guds vrede." ("und Gottes Zorn versöhnte.") 
I Sverige argumenterade Paul Petter Waldenström för vad som möjligtvis kan ses som en variant av den subjektiva försoningsläran där huvudpoängen är att Gud är vred över synden men att försoning är möjlig genom att människan renas från synden genom Jesus frälsargärning.  Eftersom Waldenströms förkunnelse stred mot Svenska kyrkans lära innebar det att han kom att lämna sitt ämbete som präst och att Evangeliska Fosterlandsstiftelsen splittrades samt att Svenska Missionsförbundet, sedermera  Svenska Missionskyrkan, bildades. Också Helge Åkesson hade liknande tankar vilket bidrog till att  Fribaptistsamfundet under ledning av Åkesson bildades då man tvingades lämna det nybildade Svenska baptistsamfundet. Idag är försoningsläran inte föremål för strid mellan kyrkorna, och det finns gott om präster i Svenska kyrkan som föredrar den subjektiva.